# Wallace Fortuna dos Santos
Wallace Fortuna dos Santos (Rio de Janeiro, 14 oktober 1994) is een Braziliaans voetballer die doorgaans als centrale verdediger speelt. Hij tekende in juli 2016 een contract tot medio 2021 bij SS Lazio, dat hem overnam van SC Braga.

## Clubcarrière
Wallace stroomde door vanuit de jeugd van Cruzeiro. Daarvoor debuteerde hij op 20 april 2014 in de Série A, tegen EC Bahia. Na amper drie duels in de Série A maakte hij de overstap naar Europa. SC Braga betaalde in samenwerking met investeringsmaatschappij Gestifute 9,5 miljoen euro voor hem. Hij speelde nooit voor de Portugese club, want die verhuurde hem gedurende zowel het seizoen 2014/15 als dat van 2015/16 aan AS  Monaco. Wallace debuteerde op 27 september 2014 in de Ligue 1, thuis tegen OGC Nice. Hij mocht na rust invallen voor Ricardo Carvalho.

## Interlandcarrière
Wallace was met Brazilië –20 actief op het Toulon Espoirs-toernooi in 2013 en 2014. Beide edities werd ook door Brazilië gewonnen.

## Erelijst
| Coppa Italia | 1x | 2018/19 |
| Supercoppa   | 1x | 2017    |

2 Gigot ·
3 Pellegrini ·
4 Patric ·
5 Vecino ·
6 Rovella ·
7 Dele-Bashiru ·
8 Guendouzi ·
9 Pedro ·
10 Zaccagni  ·
11 Castellanos ·
13 Romagnoli ·
14 Noslin ·
18 Isaksen ·
19 Dia ·
20 Tchaouna ·
22 Castrovilli ·
23 Hysaj ·
26 Bašić ·
28 Anderson ·
29 Lazzari ·
30 Tavares ·
34 Gila ·
35 Mandas ·
77 Marušić ·
92 Akpa Akpro ·
94 Provedel ·
Coach: Baroni